# Ering (Allemagne)
Pour les articles homonymes, voir Ering.
Ering est une commune de Bavière (Allemagne), située dans l'arrondissement de Rottal-Inn, dans le district de Basse-Bavière.